# Otto Adrian Berg von Linde
Otto Adrian Berg von Linde, före adlandet Bergh, född 29 maj 1711 i Malmö, död 11 april 1768 på Axelvolds gård, var en svensk fortifikationsofficer. Han var farfar till Jean Albrecht Berg von Linde och morfar till Henrik Ludvig Rosencrantz.
Han var son till majoren inom fortifikationen Staffan Volter Bergh och Beata Elisabet von Linde. Han blev volontär vid fortifikationen i Malmö 1723 och utbildade sig där i fortifikationskonsten under överste Lorentz Kristoffer Stobée och sin fars ledning. Han beordrades att förrätta konduktörstjänst i Landskrona 1734, blev konduktör i skånska brigaden 1735 och tjänstgjorde i Finland och Stockholm. Berg blev löjtnant och modellör vid fortifikationen 1741 och iståndsatte 1742-43 den förfallna Fredriksskans vid Gävle. Han avsändes i slutet av augusti 1743 för att försätta Långå skans i stridbart skick. Han var även befälhavande fortifikationsofficer vid överste Gotthard Wilhelm Marcks von Würtenbergs häravdelning, vid vilken han även ledde spioneriet. Under slutet av 1743 besiktigade Berg Jämtlands- och Härjedalsgränserna, blev kapten vid femte (finska) fortifikationsbrigaden varifrån han senare transporterades till tredje (skånska) fortifikationsbrigaden. 1745-46 tjänstgjorde han i Malmö och 1747 i Kristianstad och Landskrona. 1748 erhöll Berg ledningen av den nya fästningsbyggnaden i Kristianstad. Han erhöll majors titel 1750 och adlades året därpå under namnet Berg von Linde. Berg von Linde blev generalkvartermästarlöjtnant 1755, överste och chef för pommerska fortifikationsbrigaden 1762, transporterades till femte brigaden 1764 men fortsatte att leda arbetena i Kristianstad fram till sin pension 1766. Berg von Linde blev 1749 riddare av Svärdsorden.